# Serbia all'Eurovision Young Musicians
La Serbia ha debuttato come nazione indipendente all'Eurovision Young Musicians 2008, svoltosi a Vienna, in Austria.

## Partecipazioni
- Primo posto
- Secondo posto
- Terzo posto

| Anno                                    | Artista        | Strumento   | Canzone | Posizione       | Posizione         |
| Anno                                    | Artista        | Strumento   | Canzone | Finale          | Semifinale        |
| --------------------------------------- | -------------- | ----------- | --- | --------------- | ----------------- |
| 2008                                    | Mina Zakić     | Violoncello | 1) Impromptu G-Dur, Op.90, di Franz Schubert 2) Introduction et Polonaise Brillante, Op.3, di Frédéric Chopin | Non qualificata | Non qualificata   |
| Nessuna partecipazione dal 2010 al 2022 |                |             | |                 |                   |
| 2024                                    | Bogdan Dugalić | Pianoforte  | 1) Rapsodia su un tema di Paganini, op. 43 di Sergej Vasil'evič Rachmaninov                                   | F               | Niente semifinali |